# 拉基姆·哈珀
拉基姆·喬丹·哈珀（英語：Rekeem Jordan Harper，2000年3月8日—）是一名英格蘭足球運動員，司職中場，現時效力英甲球會伊普斯维奇。

## 球會生涯
哈珀在12歲時便加入西布罗姆维奇學習踢球，2017年8月12日首次職業上場，在1-0擊敗伯恩茅斯的比賽時換入。8月31日，他與球隊簽下一份為期兩年的職業合約後，便被外借至英甲球會布莱克本流浪者。9月12日，他首次代表布莱克本流浪者上場參加以1-0小勝斯坎索普联的比賽。
2019年4月27日，他打進首顆職業進球，在79分鐘射入致勝球，使西布罗姆维奇以2-1擊敗罗瑟勒姆。7月，他與球隊續約三年。
2021年1月21日，哈珀被外借至英冠球會伯明翰足球會至季末，在對考文垂的比賽便替新球隊上場，最終以1-1打平。

## 國家隊生涯
2017年2月，哈珀代表英格蘭U17參加對葡萄牙、德國和荷蘭的賽事。2018年9月，他代表英格蘭U19參加對比利時U19的比賽。